# Uglaniec
Uglaniec (ros. Углянец) – wieś w Rosji, w obwodzie woroneskim, w rejonie wierchniechawskim. W 2021 liczyła 4151 mieszkańców.